# Navassa
Ostrov Navassa (anglicky Navassa Island, francouzsky La Navase, haitskou kreolštinou Lanavaz) je malý neobydlený ostrov v Karibském moři. Leží na 56 km západně od Haiti, 136 km východně od Jamajky a 163 km jižně od jihovýchodního pobřeží Kuby.
Vláda Spojených států amerických považuje Navassu za nezačleněné území Spojených států, součást Menších odlehlých ostrovů USA, a její správou pověřila U.S. Fish and Wildlife Service. Nicméně ostrov si také nárokuje Haiti, které si tento nárok zaneslo i do ústavy.

## Dějiny
V roce 1504 uvízl Kryštof Kolumbus na mělčině u Jamajky a poslal několik členů posádky na kánoi na Hispaniolu pro pomoc. Muži cestou narazili na ostrov, ale nenašli na něm žádnou vodu. Pojmenovali ho Navaza. Po příštích 350 let se jí mořeplavci víceméně vyhýbali.[zdroj?]
V roce 1857 vznesl nárok na ostrov americký námořní kapitán Peter Duncan na základě federálního Zákona o guánových ostrovech (anglicky Guano Islands Act) vzhledem k jeho zásobám guana. Tyto zásoby byly aktivně dobývány mezi lety 1865 a 1898. Haiti protestovalo proti anexi a vzneslo vlastní nárok na ostrov, ale USA jeho nároky odmítly.[zdroj?]
Ruční dobývání guana v úporných tropických vedrech a za přísných pravidel vynucovaných bílými dohlížiteli vyprovokovalo v roce 1889 na ostrově vzpouru. Pět dohlížitelů v bojích zahynulo. Válečná loď Spojených států potom dopravila osmnáct vzbouřených dělníků do Baltimoru ke třem soudním přelíčením pro obvinění z vraždy. Černošské bratrstvo Řád galilejských rybářů sbíralo peníze na obhajobu dělníků před federálním soudem. Obhajoba byla založena na tom, že muži jednali v sebeobraně a že navíc Spojené státy nemají nad ostrovem právní jurisdikci. V říjnu 1890 případy dostal Nejvyšší soud Spojených států, který rozhodl, že podle Guano Actu je jurisdikce správná, a tři muže odsoudil k popravě na jaře 1891. Černošské církve po celé zemi pak rozšiřovaly petici, kterou rovněž podepsali bílí soudci ze zmíněných tří soudů nižší instance; petice byla předána prezidentu Benjaminu Harrisonovi, který změnil rozsudky na odnětí svobody.[zdroj?]
Těžba guana pak na Navasse pokračovala v omezené míře. Španělsko-americká válka donutila v roce 1898 společnost Phosphate Company vyklidit ostrov a vyhlásit bankrot; noví vlastníci místo definitivně opustili po roce 1901.[zdroj?]
Důležitost Navassy opět vzrostla po otevření Panamského průplavu v roce 1914. Lodní trasa z amerického východního pobřeží do průplavu vedla průlivem mezi Kubou a Haiti a Navassa, která vždy představovala nebezpečí pro lodivody, potřebovala maják. Americká správa majáků tu v roce 1917 postavila Navassa Island Light, 42 m vysokou věž, 120 m nad hladinou moře. Domov zde našel správce se dvěma pomocníky, až v roce 1929 byl instalován automatický maják.[zdroj?]
Během druhé světové války si americké námořnictvo zřídilo na Navasse pozorovatelnu. Od války je ostrov neobydlený.[zdroj?]

## Geografie
Plocha Navassy je asi 5,2 km². Ostrov je strategicky položen 160 km jižně od americké námořní základny Guantánamo na Kubě a asi ve čtvrtině cesty z Haiti na Jamajku. Dosahuje nadmořské výšky 77 m na bezejmenném místě 100 m jižně od majáku (400 m od jihozápadního pobřeží a 600 m východně od Lulu Bay). Na ostrově občas táboří haitští rybáři.[zdroj?]
Povrch Navassy sestává hlavně ze skal, ale má dostatek trávy pro uživení stáda koz. Jsou zde i hustá stanoviště fíkovitých stromů a roztroušené kaktusy.[zdroj?]
Kolem ostrova se nacházejí příkré bílé útesy 9 až 15 metrů vysoké – ostrov totiž tvoří vyzvednutá korálová a vápencová plošina. Ostrov nemá žádný přístav, kotvit je nutné na moři.[zdroj?]

## Galerie

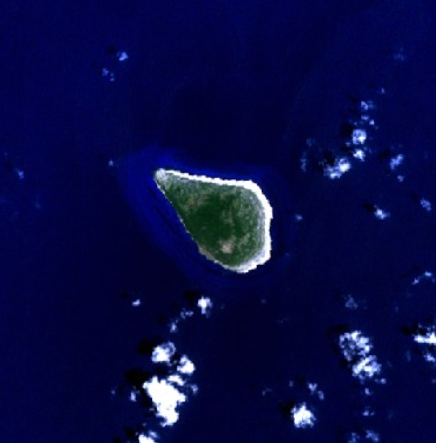
Navassa z vesmíru (NASA)
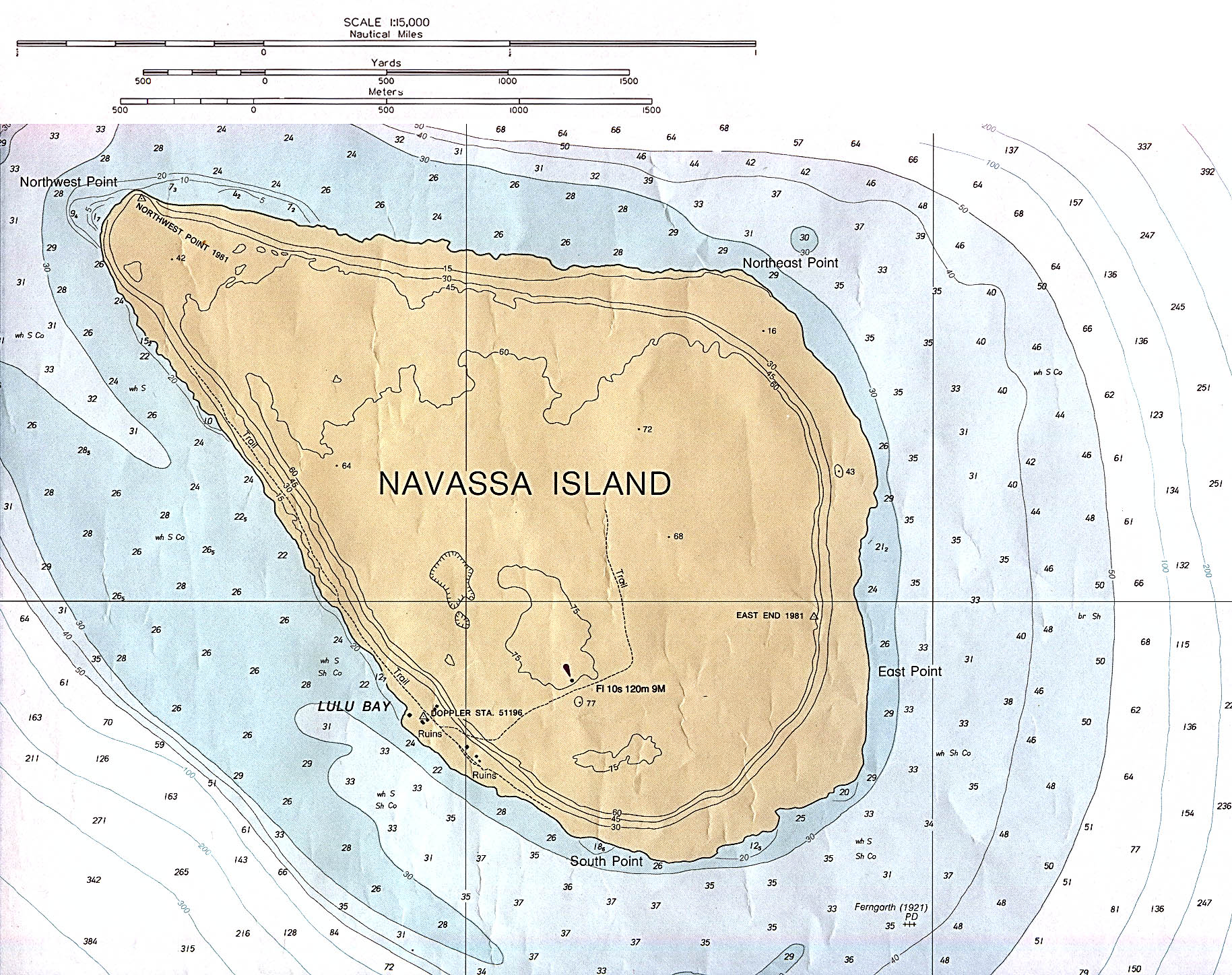
Topografická mapa ostrova Navassa
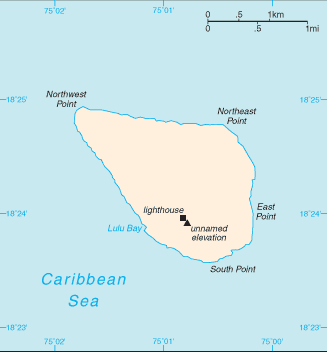
Mapa ostrova Navassa
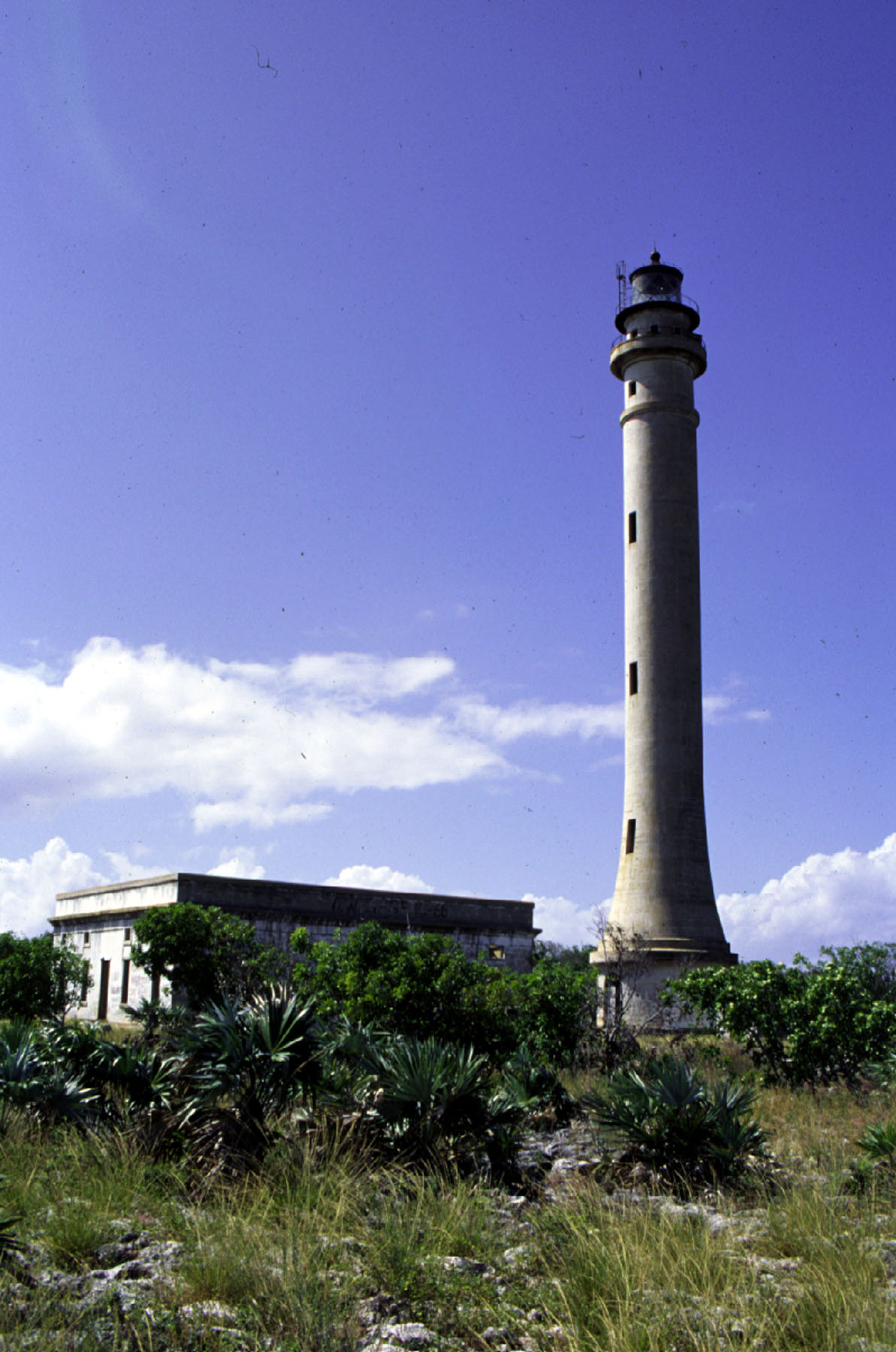
Fotografie navasského majáku z roku 1999. V pozadí je ubytovna pro správce majáku